# I See You (альбом)
| Совокупная оценка     | Совокупная оценка |
| Источник              | Оценка            |
| --------------------- | ----------------- |
| AnyDecentMusic?       | 7.8/10            |
| Metacritic            | 85/100            |
| Оценки критиков       |                   |
| Источник              | Оценка            |
| AllMusic              | [ 5 ]             |
| The A.V. Club         | A−                |
| Entertainment Weekly  | A−                |
| The Guardian          | [ 8 ]             |
| The Independent       | [ 9 ]             |
| NME                   | [ 10 ]            |
| Pitchfork             | 8.4/10            |
| Q                     | [ 12 ]            |
| Rolling Stone         | [ 13 ]            |
| Vice (Expert Witness) | B+                |

I See You — третий студийный альбом британской инди-поп-группы The xx, вышедший 13 января 2017 года. Работа над альбомом началась в 2014 году, параллельно с ним солист группы Jamie xx выпустил свой дебютный сольный диск In Colour. Первым синглом с альбома стала композиция «On Hold», изданная 12 ноября 2016 года.

## Информация об альбоме
В мае 2014 года The xx заявили о работе над новым альбомом, одновременно с этим Jamie xx в 2015 году выпустил свой дебютный сольный альбом In Colour. В мае 2015 года он заявил, что будущий альбом группы будет больше похож по звучанию на его сольную работу, а не на предыдущие диски группы; солист заявил, что в альбоме произойдёт «отход» от звучания, свойственного для предыдущих работ — Coexist и xx — и появится «совершенно новая концепция». Члены группы также заявили, что новый альбом будет «более ориентированным вовне, открытым и экспансивным».
Альбом записывался с 2014 по 2016 год на нескольких студиях. В ноябре 2015 года музыканты заявили о том, что альбом выйдет примерно в декабре 2016 года, однако в октябре 2016 запись альбома всё ещё не была завершена, при этом The xx опубликовали список композиций и расписание нового концертного тура. 7 ноября отрывки из песен были выложены на музыкальном сервисе Spotify. 10 ноября 2016 года была объявлена официальная дата выхода альбома.
Первым синглом с альбома стала песня «On Hold», изданная 10 ноября 2016 года. В песне содержится сэмпл из композиции «I Can’t Go for That (No Can Do)» группы Hall & Oates.

## Список композиций
| №                   | Название               | Длительность |
| ------------------- | ---------------------- | ------------ |
| 1.                  | «Dangerous»            | 4:10         |
| 2.                  | «Say Something Loving» | 3:58         |
| 3.                  | «Lips»                 | 3:20         |
| 4.                  | «A Violent Noise»      | 3:47         |
| 5.                  | «Performance»          | 4:06         |
| 6.                  | «Replica»              | 4:09         |
| 7.                  | «Brave for You»        | 4:13         |
| 8.                  | «On Hold»              | 3:44         |
| 9.                  | «I Dare You»           | 3:53         |
| 10.                 | «Test Me»              | 3:55         |
| Общая длительность: | Общая длительность:    | 39:15        |

| №   | Название                     | Длительность |
| --- | ---------------------------- | ------------ |
| 11. | «Naive»                      |              |
| 12. | «Season Run»                 |              |
| 13. | «Brave for You» (Marfa demo) |              |

## Позиции в чартах
| Чарт (2017)                                  | Наивысшая позиция |
| -------------------------------------------- | ----------------- |
| ARIA                                         | 1                 |
| Бельгия/Фландрия (Ultratop)                  | 1                 |
| Бельгия/Валлония (Ultratop)                  | 2                 |
| Канада (Canadian Albums Chart)               | 2                 |
| Чехия (ČNS IFPI)                             | 12                |
| Дания (Hitlisten)                            | 3                 |
| Нидерланды (Album Top 100)                   | 1                 |
| Финляндия (Suomen virallinen lista)          | 8                 |
| Франция (SNEP)                               | 5                 |
| Германия (Offizielle Top 100)                | 1                 |
| IFPI                                         | 14                |
| Ирландия (IRMA) ·                            | 1                 |
| FIMI                                         | 11                |
| Oricon                                       | 34                |
| RMNZ                                         | 3                 |
| Норвегия (VG-lista)                          | 3                 |
| Шотландия (Scottish Albums Chart)            | 1                 |
| Sverigetopplistan                            | 4                 |
| Великобритания (UK Albums Chart)             | 1                 |
| Великобритания (UK Independent Albums Chart) | 1                 |
| США (Billboard 200)                          | 2                 |
| США (Billboard Independent Albums)           | 1                 |
| США (Billboard Top Alternative Albums)       | 1                 |
| США (Billboard Top Rock Albums)              | 1                 |

## Сертификация
| Регион                                                      | Сертификация | Продажи |
| ----------------------------------------------------------- | ------------ | ------- |
| Великобритания (BPI)                                        | Золотой      | 100 000 |
| ^ Данные о тиражах приведены только на основе сертификации. |              |         |